# Emil Blytgren-Petersen
Emil Blytgren-Petersen, född 26 augusti 1905 i Bjergene vid Fårevejle Kirkeby, död 21 september 1989, var en dansk tidningsman.
Blytgren anställdes 1932 vid Nationaltidende och var 1935-1945 tidningens Londonkorrespondent. Under andra världskriget blev han en av det fria Danmarks mest anlitade män, var 1940-1945 kommentator i brittiska radions danska utsändningar, redaktör för tidningen Frit Danmark, ledamot av Det danske Raad och dess verkställande utskott samt föreståndare för informationskontoret. 1944-1945 var Blytgren-Petersen även verksam som krigskorrespondent. Från 1 november 1945 var han chef danska utrikesministeriets pressbyrå. Blytgren-Petersen har bland annat utgett Dansk krigskorrespondent (1945).